# Туринское герцогство
Туринское герцогство (итал. Ducato di Torino) — лангобардское государство на севере современной Италии.
О внутренних делах герцогства известно мало. Неизвестна даже дата установления герцогства, однако, вероятно, она относится к периоду захвата Турина лангобардами, 569 году.
Итальянский историк Луиджи Чибрарио упоминает, что владения Туринского герцогства заканчивались в долине Валь-ди-Суза.

## История

### VI век
Первым туринским герцогом названным Павлом Диаконом, был Агилульф, родственник короля Аутари по матери. В ноябре 590 года Агиульф вступил в брак с Теоделиндой, вдовой Аутари, а в мае в 591 году был коронован железной короной и стал королём лангобардов сменив родича на троне Павии.
Будучи герцогом, Агилульф приспособил существующие здания на нынешней Площади 4 марта к своему дворцу. По повелению Теоделинды освятили церковь святого Иоанна Крестителя, которую она построила в Модиции (Монца) (местечке вблизи  Медиолана). Церковь украсили и наделили достаточными владениями. Есть мнение, что святой Иоанн Креститель был провозглашён покровителем Турина и, возможно, в то время началось строительство одноимённой церкви в районе, где сейчас находится городской собор, и где уже тогда размещался посвященный мученикам Турина Солуторе, Авенторе и Оттавио храм.

### VII век

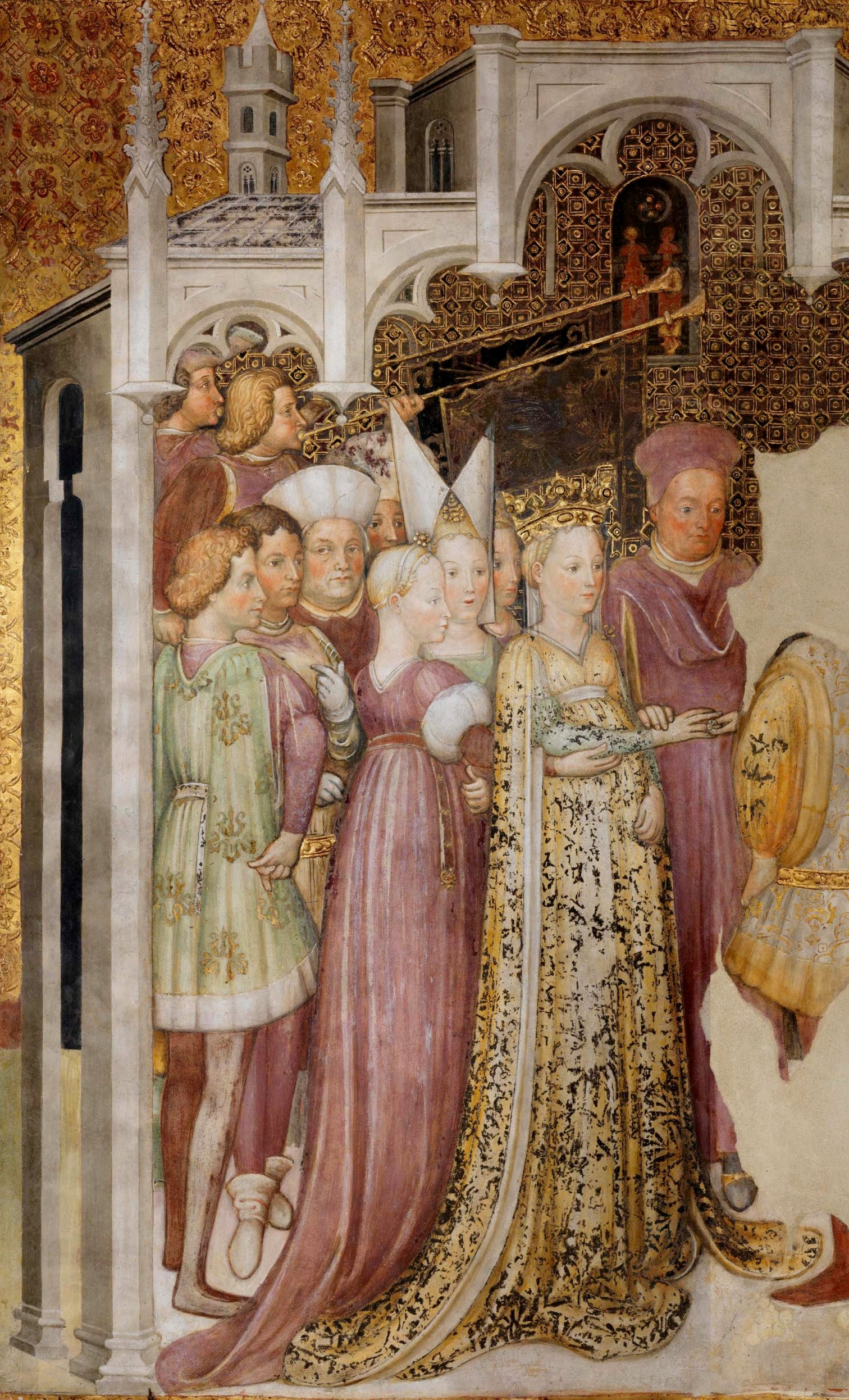
Свадьба Теодолинды и Агилульфа

После смерти Агилульфа в 616 году на трон сел его четырнадцатилетний сын Аделоальд под регентством Теоделинды. Против политики королевы-матери, направленной на обращение лангобардов в католицизм и отказ от новых территориальных экспансий, выступила возглавляемая герцогом Туринским Ариоальдом часть знати. Соперничество привело к восстанию, которое закончилось тем, что Ариоальд, женатый на сестре Адеоальда Гундеберге, стал королем лангобардов. Вскоре после этого Адеоальд был отравлен.
Гарибальд уже был туринским герцогом в 661 году, когда король Годеперт направил его к герцогу Беневенто Гримоальду. Целью посольства было заручиться поддержкой правителя Беневенто в войне Годеперта с братом Бертари. Однако Гарибальд предал Годеперта, призывая Гримоальда подорвать отношения между двумя братьями и самому сесть на трон. В 662 году Гримоальд убил Годеперта и заставил Бертари бежать.

### VIII век
Следующим известным правителем этого владения был Рагинперт, сын Годеперта, ставший правителем Турина в 671 году. Рагинперт сумел победить законного наследника Лиутперта, выиграв битву при Новаре. Он умер всего лишь после года правления, в 701 году. Он оставил престол своему сыну Ариперту II.